# Lewis Libby
Lewis Libby, właśc. Irve Lewis „Scooter” Libby Jr. (ur. 22 sierpnia 1950 w New Haven) – amerykański polityk, szef gabinetu wiceprezydenta Dicka Cheneya.

## Życiorys
Libby urodził się w rodzinie żydowskiej. W 1972 ukończył studia na Uniwersytecie Yale, gdzie jednym z jego profesorów był Paul Wolfowitz.
28 października 2005 Libby’emu zostały przedstawione zarzuty utrudniania postępowania sądowego oraz składania fałszywych zeznań w związku ze sprawą Plame. 6 marca 2007 ława przysięgłych uznała go za winnego czterech (z pięciu) zarzucanych czynów, a następnie sędzia ustalił wyrok na 30 miesięcy więzienia, 250 tysięcy dolarów grzywny oraz 400 godzin prac społecznych. Sąd wyznaczył datę rozpoczęcia odbywania kary i odmówił zwolnienia za kaucją na czas apelacji, jednak 2 lipca 2007 prezydent George W. Bush, korzystając z prawa łaski, uchylił wyrok więzienia, pozostawiając jego pozostałą część. Spotkało się to z mocną krytyką ze strony wielu prawników oraz polityków Partii Demokratycznej. Prezydentowi zarzucano nadużycie prawa łaski do ochrony własnych przyjaciół.
Lewis Libby był informatorem byłej dziennikarki „The New York Timesa”, Judith Miller, która za odmowę ujawnienia jego tożsamości spędziła w więzieniu 85 dni. Miller zgodziła się zeznawać 29 września 2005, po zwolnieniu jej przez Libby'ego (w rozmowie telefonicznej) z konieczności zachowania tajemnicy dziennikarskiej.
Niektórzy publicyści, chcąc określić nieformalną pozycję Libby’ego w administracji prezydenta George’a Busha, stwierdzali, iż jest on „Cheneyem Cheneya”.
W 2018 filmie Vice w reżyserii Adama McKaya w postać Libby’ego wcielł się Justin Kirk.